# Кучюг
Кучю́г (Кучу́г) — печенежский хан, в 991 году перешёл на русскую службу.

## Биография
Кучюг был одним из печенежских ханов. Упоминается в Никоновской летописи под 991 (6499) годом, когда он явился к киевскому князю Владимиру и принял крещение. Вслед за этим, хан поступил на службу к Великому князю, ― «… и служил Владимиру от чистого сердца». В дальнейшем Кучюг неоднократно отличался в боях с печенегами на стороне русских войск. Степенная книга отмечает его «благонравие» и «благие дела». При этом Кучюг пользовался большим уважением и любовью князя Владимира, митрополита Михаила I и прочих князей и бояр.